# Miss Spider
Miss Spider ist eine Kinder-Fernsehserie, die auf den Büchern von David Kirk beruht.
Die deutsche Erstausstrahlung erfolgte ab 2006 auf Nick.

## Inhalt
Die Serie spielt in "Sunny Patch", einer kleinen Gemeinschaft aus Käfern und Spinnen. Miss Spider ist eine Spinne und Mutter mehrerer Kinder und Adoptivkinder wie der grünen Spinne Spratz. Die Geschichten zeigen das Leben der Einwohner und folgen insbesondere den Abenteuern der Kinder.

## Episoden
- Staffel 1: Folgen 1–28
- Staffel 2: Folgen 29–49
- Staffel 3: Folgen 50–83

## Episodenliste
| Staffel | Episodenanzahl | Erstausstrahlung USA | Erstausstrahlung USA | Deutschsprachige Erstausstrahlung | Deutschsprachige Erstausstrahlung |
| Staffel | Episodenanzahl | Staffelpremiere      | Staffelfinale        | Staffelpremiere                   | Staffelfinale                     |
| ------- | -------------- | -------------------- | -------------------- | --------------------------------- | --------------------------------- |
| 1       | 14 (28)        | 7. September 2004    | 14. Februar 2005     |                                   |                                   |
| 2       | 12 (49)        | 15. März 2005        | 16. März 2006        |                                   |                                   |
| 3       | 17 (83)        | 18. März 2006        | 26. Oktober 2008     |                                   |                                   |

## Synchronisation
| Rolle                      | Englischer Sprecher                                      | Deutscher Sprecher |
| -------------------------- | -------------------------------------------------------- | ------------------ |
| Miss Spider                | Kristin Davis                                            |                    |
| Holley                     | Robert Smith                                             |                    |
| Spratz (Squirt)            | Scott Beaudin                                            |                    |
| Glimmer (Shimmer)          | Rebecca Brenner                                          |                    |
| Kleiner Drache (Dragon)    | Mitchell Eisner                                          |                    |
| Hopsi (Bounce)             | Julie Lemieux                                            | Stefan Brönneke    |
| Zwirni (Spinner)           | Austin Di Iulio (Staffel 1–2) Cameron Ansell (Staffel 3) |                    |
| Pansy                      | Aaryn Doyle                                              |                    |
| Schneeglöckchen (Snowdrop) | Alexandra Lai                                            |                    |
| Wackel (Wiggle)            | Marc McMulkin                                            |                    |
| Betty                      | Patricia Gage                                            |                    |
| Gus                        | Peter Oldring                                            |                    |
| Spinnerich (Spiderus)      | Tony Jay                                                 |                    |
| Spindella                  | Kristina Nicoll                                          |                    |
| Mandrake                   | Samson Weiss-Willis                                      |                    |
| Bella                      | Emma Pustil                                              |                    |
| Poison Ivy                 | Nissae Isen                                              |                    |
| Stinky                     | Scott McCord                                             |                    |
| Whiffy                     | Judy Marshak                                             |                    |
| Grace                      | Hanna Endicott-Douglas                                   |                    |
| Felix                      | Richard Binsley                                          |                    |
| Muschelchen (Shelley)      | Cole Caplan                                              |                    |
| Grub                       | Rob Tinkler                                              |                    |
| Ned                        | Jonathon Wilson                                          |                    |
| Ted                        | Philip Williams                                          |                    |
| Lily                       | Stephanie Morgenstern                                    |                    |
| Snack                      | Stephanie Morgenstern                                    |                    |
| Anaber (Eunice)            | Cara Pifko                                               |                    |
| Kleiner (Lil Sis)          | Tajja Isen                                               |                    |
| Eddy                       | Ezra Perlman                                             |                    |
| Mr. Mantis                 | Wayne Robson                                             |                    |
| Zabiehien (Beetrice)       | Catherine Gallant                                        |                    |
| Cookie                     | Susan Roman                                              |                    |

## Auszeichnungen (Auswahl)
- 2005: Nominierung für den Annie Award
- 2005: Nominierung für den Gemini Award für "Best Animated Program or Series"
- 2006: Gemini Award für "Best Original Music Score for an Animated Program or Series"[3]

## Rezeption
TV-Media hat die Serie als eine der "100 besten Serien der 2000er-Jahre für Kinder und Jugendliche" bewertet.